# Castel Pietra (Renon)
Castel Pietra o Castel Stein (in tedesco Burg Stein am Ritten) è un castello che si trova nelle vicinanze di Siffiano, frazione del comune di Renon in provincia di Bolzano. La struttura è in rovina; sono ancora visibili le mura sud e ovest del palazzo, mentre la corte e le mura risultano in gran parte distrutte.
Il castello risale alla prima metà del XIII secolo, quando il principe vescovo di Trento lo concesse al proprio gastaldo, Hugo "de Lapide", il cui nome latinizzato è appunto Stein in tedesco. Poi il castello passò a Mainardo II, che il 23 settembre 1265 strappò il possedimento al principe vescovo Egnone di Appiano. Da allora e fino al XVI secolo sarà sede del giudice di Renon. Nel 1417 è attestato Ingenuino di Weineck quale "phleger auf dem Stain", funzionario giuridico del distretto di Stein.
Il castello fu abbandonato nel XVII secolo, quando era di proprietà dei signori di Villandro.